# Piratas de Edelweiss

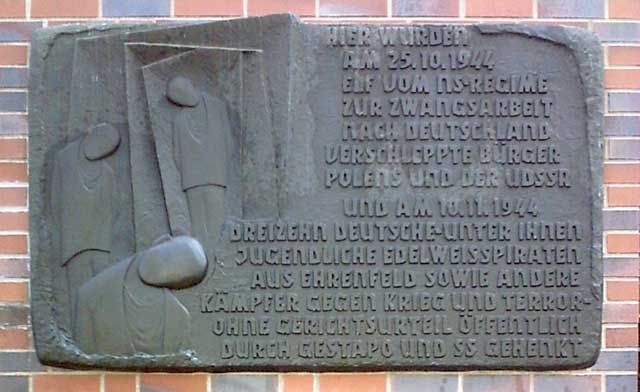
Memorial em Colónia às vítimas. Fica na Schönstein Strasse, junto da estação de caminho-de-ferro.

Os piratas Edelweiss eram um grupo vagamente organizado de jovens na Alemanha nazista. Eles surgiram no oeste da Alemanha a partir do Movimento da Juventude Alemã do final dos anos 1930 em resposta à rígida arregimentação da Juventude Hitlerista. Semelhante em muitos aspectos ao Leipzig Meuten, eram formados por jovens, principalmente com idades entre 14 e 17, que haviam evitado a Juventude Hitlerista deixando a escola (o que era permitido aos 14) e também eram jovens o suficiente para evitar o recrutamento militar, que só era obrigatório a partir dos 17 em diante. As raízes e os antecedentes do movimento Piratas Edelweiss foram detalhados no filme Piratas Edelweiss de 2004, dirigido por Niko von Glasow.

## História
As origens do Edelweißpiraten remontam ao período imediatamente anterior à Segunda Guerra Mundial, quando a Juventude Hitlerista, controlada pelo estado, foi mobilizada para doutrinar os jovens, às custas das atividades de lazer anteriormente oferecidas a eles. Essa tensão foi exacerbada quando a guerra começou e os líderes jovens foram recrutados. Em contraste, o Edelweißpiraten ofereceu aos jovens uma liberdade considerável para se expressarem e se misturarem com membros do sexo oposto. Isso era diferente dos movimentos juvenis nazistas, que eram estritamente segregados por sexo, a Juventude Hitlerista (Hitler-Jugend) sendo para meninos e as Liga das Meninas Alemãs (Bund Deutscher Mädel) para meninas.
O primeiro Edelweißpiraten apareceu no final da década de 1930 no oeste da Alemanha, compreendendo principalmente jovens entre 14 e 18 anos. Grupos individuais eram intimamente associados a diferentes regiões, mas eram identificáveis por um estilo comum de vestir com seu próprio emblema edelweiss e por sua oposição ao que viam como a natureza paramilitar da Juventude Hitlerista. Subgrupos de Edelweißpiraten incluíam os Navajos, centrados em Colônia, os Piratas Kittelbach de Oberhausen e Düsseldorf e os Vagabundos de Essen. De acordo com um oficial nazista em 1941, "Cada criança sabe quem são os Piratas Kittelbach. Eles estão em toda parte; há mais deles do que Juventude Hitlerista ... Eles espancam as patrulhas ... Eles nunca aceitam um não como resposta".
Embora eles rejeitaram os nazistas autoritarismo, o Edelweißpiraten "comportamento não-conformista s tendem a ser restrita a provocações mesquinhas. Apesar disso, eles representavam um grupo de jovens que se rebelou contra a arregimentação do lazer do governo e não se impressionou com a propaganda da Volksgemeinschaft ("comunidade do povo").
Durante a guerra, muitos Edelweißpiraten apoiaram os Aliados e ajudaram os desertores do Exército Alemão. Alguns grupos também coletaram folhetos de propaganda lançados por aeronaves aliadas e os distribuíram por caixas de correio.
Além das reuniões nas esquinas, os Edelweißpiraten realizaram caminhadas e acampamentos, desafiando as restrições à livre circulação, que os mantinham longe dos olhos curiosos do regime totalitário. Eles eram altamente antagônicos à Juventude Hitlerista, emboscando suas patrulhas e tendo grande orgulho em espancá-los. Um de seus slogans era "Guerra Eterna contra a Juventude Hitlerista".

### Resposta nazista
A resposta nazista aos Edelweißpiraten foi relativamente leve antes da guerra, porque eles eram vistos como um pouco irritantes e não se encaixavam na política de terror seletivo. À medida que a guerra prosseguia e as atividades de alguns piratas se tornavam mais extremas, o mesmo acontecia com as punições aplicadas. Indivíduos identificados pela Gestapo como pertencentes a várias gangues eram frequentemente presos e soltos com a cabeça raspada para envergonhá-los. Em alguns casos, os jovens foram enviados para campos de concentração organizados especificamente para jovens ou detidos temporariamente em prisões regulares. Em 25 de outubro de 1944, Heinrich Himmler ordenou uma repressão contra o grupo e, em novembro daquele ano, um grupo de treze pessoas, os chefes do Ehrenfelder Gruppe, foram enforcados publicamente em Colônia. Alguns deles eram ex-Edelweißpiraten. Os Edelweißpiraten enforcados incluíam seis adolescentes, entre eles Bartholomäus Schink, chamado Barthel, ex-membro dos Navajos locais. 

### Pós-Segunda Guerra Mundial
Ao contrário do que os Aliados esperavam, os Edelweißpiraten não eram pró-britânicos nem pró-americanos. Nos primeiros dias da Ocupação Aliada, eles buscaram contato com a Autoridade Ocupante para intervir em nome de amigos e até mesmo para propor que eles pudessem fazer uma patrulha, como fez o Wuppertal Edelweißpiraten. Eles foram levados a sério e cortejados por várias facções; os primeiros panfletos conhecidos do KPD (Kommunistische Partei Deutschlands) em julho de 1945 foram dirigidos a eles.
Enquanto um pequeno número de Edelweißpiraten permaneceu nas organizações da Juventude Antifascista e da Juventude Alemã Livre, a maioria deu as costas a esses órgãos assim que percebeu que, nas palavras de um membro, "a política estava novamente no centro das atenções". Por exemplo, um grupo em Bergisch Gladbach se desfez quando jovens de orientação comunista tentaram formar a maioria no grupo.
O afastamento do Edelweißpiraten dos grupos políticos de jovens reautorizados forçou-os a assumir o papel de párias sociais e os colocou em conflito com os Aliados. 
Grupos que se identificam como Edelweißpiraten conduziram muitos ataques violentos contra deslocados russos soviéticos e poloneses. O autor Peter Schult testemunhou tal ataque contra um comerciante do mercado negro polonês. Houve também ataques contra mulheres alemãs que eram conhecidas por terem sido amigas ou íntimas de soldados britânicos.
Em um julgamento conduzido por um tribunal militar em Uelzen em abril de 1946, um jovem chamado Heinz D. foi inicialmente condenado à morte, por sua "... participação muito ativa na execução dos planos nefastos de E. Piraten. Uma organização como isso pode muito bem ameaçar a paz da Europa". A pena foi comutada no mês seguinte para prisão. Na zona soviética, jovens suspeitos de serem edelweißpiraten foram condenados a 25 anos de prisão virtualmente obrigatórios.
A controvérsia cercou as alegações de que o grupo era Widerstandskämpfer [lutadores da resistência] depois que um membro Fritz Theilen publicou suas memórias em 1984, levando a várias batalhas legais que Theilen ganhou. Em abril de 2011, o prefeito de Colônia, Jürgen Roters, apresentou a Theilen e a quatro outros sobreviventes a Ordem do Mérito da República Federal da Alemanha.